# Дон (река в Шотландия)
Вижте пояснителната страница за други значения на Дон.
Дон (на английски: Don) е река в Шотландия, течаща в североизточната част на страната в областта Абърдийншър. Дълга е около 131 km, тече в северна посока и се влива в Северно море, на територията на град Абърдийн. По протежението на реката са разположени градовете Инвърури и Кинтор, и селата Алфорд и Кемни. Най-голям неин приток е река Юри.